# James Beresford
James Beresford (thailändisch เจมส์ เบอร์เรสฟอร์ด; * 17. April 2002) ist ein thailändisch-englischer Fußballspieler.

## Karriere

### Verein
James Beresford spielte 2021 bei Eastbourne Borough in der sechsten englischen Liga. Für den Verein bestritt er bis Jahresende elf Ligaspiele. Im Dezember 2021 wechselte er zum ebenfalls in der sechsten Liga spielenden FC Worthing. Mit dem Verein aus Worthing gewann er 2023 den Sussex Senior Challenge Cup. Nach 25 Ligaspielen verließ er im Juni 2023 den Verein und wechselte nach Thailand, wo er einen Vertrag beim Erstligaaufsteiger Uthai Thani FC unterschrieb. Sein Erstligadebüt für den Verein aus Uthai Thani gab James Beresford am 12. August 2023 (1. Spieltag) im Heimspiel gegen Bangkok United. Bei der 1:4-Heimniederlage stand er in der Startelf und spielte die kompletten 90 Minuten.

### Nationalmannschaft
Sein Debüt für die thailändische Nationalmannschaft gab Beresford am 17. Oktober 2023 in einem Freundschaftsspiel gegen Estland. Bei dem 1:1-Unentschieden in der A. Le Coq Arena in der Hauptstadt Tallinn wurde er in der 60. Minute für Chakkit Laptrakul eingewechselt.

## Erfolge
Worthing FC
- Sussex Senior Challenge Cup: 2022/23